# Liste von Brauereimuseen

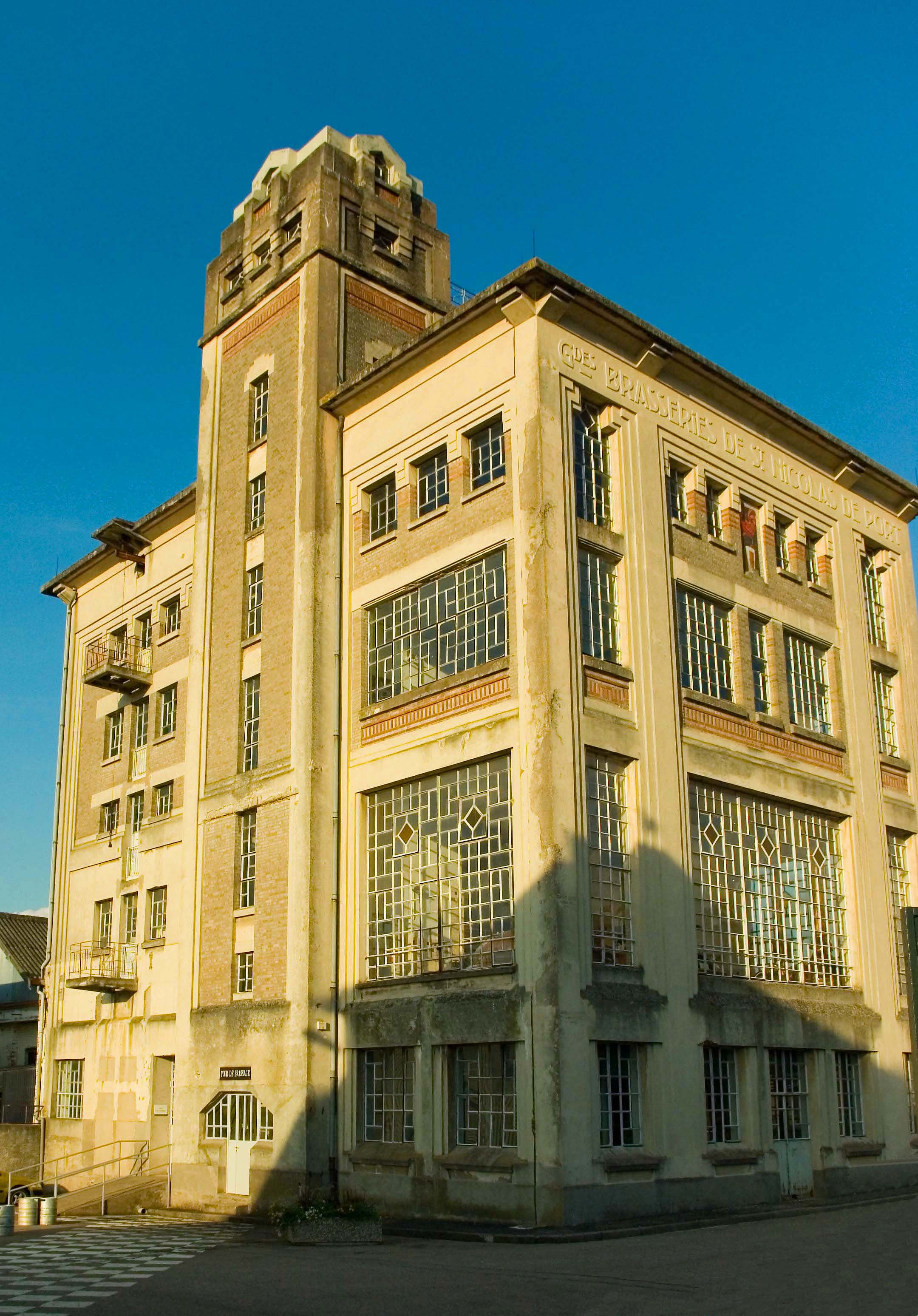
Französisches Brauereimuseum

Ein Brauereimuseum ist ein Museum mit dem Fachgebiet Bier- und Braukunst. Aufgenommen in diese Liste sind auch Museen, die lediglich Abteilungen über diese Thematik besitzen.

## Deutschland

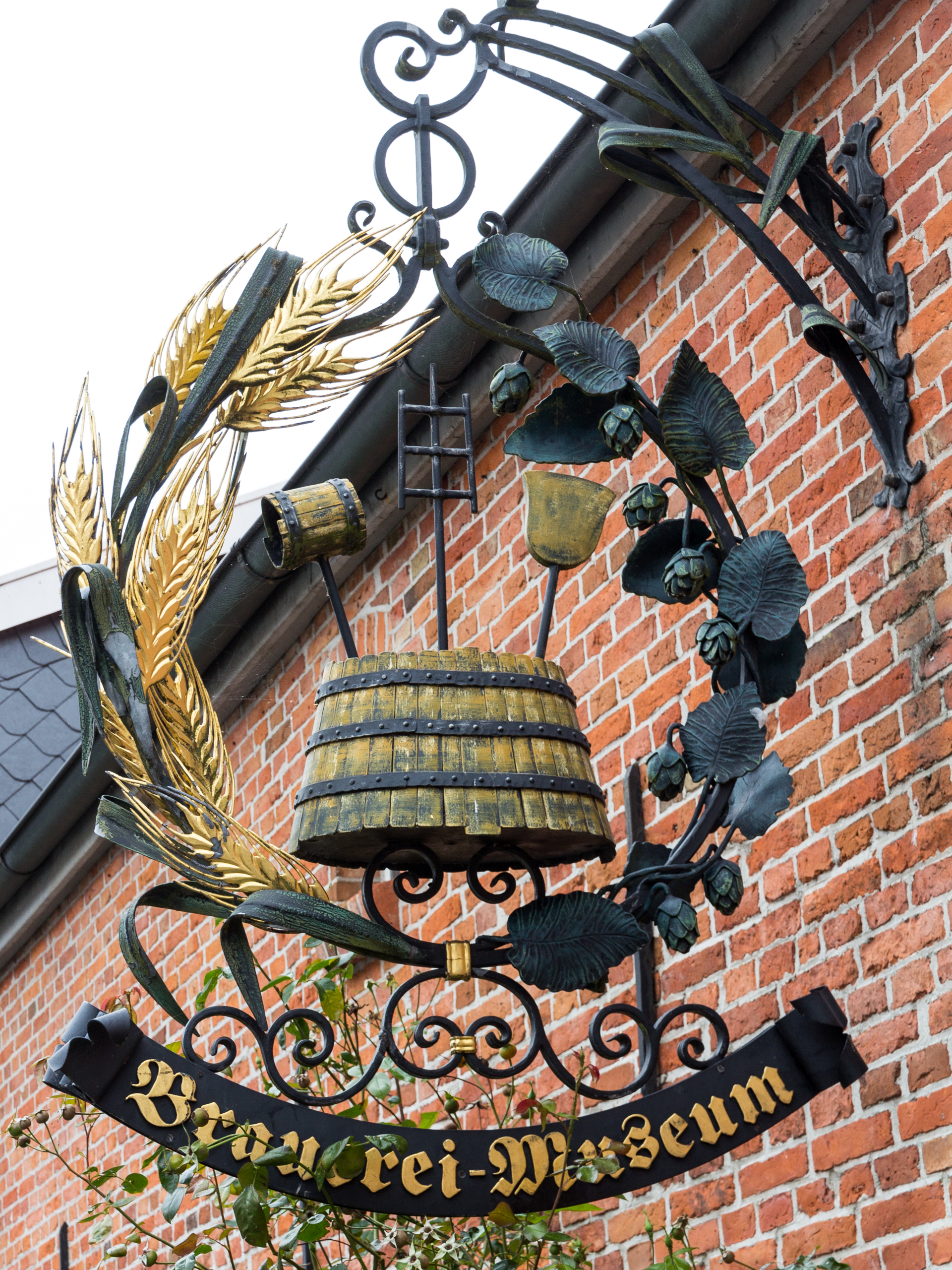
Brauerei-Museum (Jever)

| - Alpirsbacher Brauereimuseum - Brauereimuseum Altomünster - Fränkisches Brauereimuseum, Bamberg - Maisel’s Biererlebniswelt, Bayreuth - Brauereimuseum Dortmund - Ettaler Klosterbrauerei - Brauereimuseum im Rathaus Fürstenwalde - Apostelbräu: Dinkel-Biermuseum in Hauzenberg - Brauereimuseum Irsee - Museum der Rhönbrauerei Kaltennordheim - Bayerisches Brauereimuseum Kulmbach - Brauereimuseum Landau/Isar - Ehemalige Städtische Brauerei Lautenthal - Barre’s Brauwelt Lübbecke - Brauereimuseum Lüneburg, Lüneburg - Brauereimuseum Malsfeld - Bier- und Oktoberfestmuseum München - Brauereimuseum Neumarkt/Oberpfalz - Georg-Lechner-Biermuseum Oelde - Brauereimuseum Pößneck - Sächsisches Brauereimuseum Rechenberg - Brauereimuseum Schöneck/Vogtl. - Museum HopfenBierGut, Spalt - Historische Brauerei Vielau - Brauer- und Büttnermuseum Weißenbrunn - Wertinger Biermuseum | Museen mit Brauereiabteilung: - Deutsches Technikmuseum Berlin - Fränkisches Freilandmuseum Fladungen - LWL-Freilichtmuseum Hagen - Thüringer Freilichtmuseum Hohenfelden - Westfalen Culinarium Nieheim - Heimat- und Brauereimuseum Pleinfeld - Museumsfabrik Pritzwalk - Markus Wasmeier Bauernhof- und Wintersportmuseum Schliersee - Kreisheimatstube Stoffenried - Hennebergisches Museum Kloster Veßra - Fränkisches Freilandmuseum Bad Windsheim - Historisches Museum Regensburg, Außenstelle Römerpavillon |

## Österreich
- Mohren Biererlebniswelt, Dornbirn
- Brauereimuseum Göss, Leoben
- Brauereimuseum Murau
- Stiegl Brauwelt Salzburg
- Brauereimuseum Schloss Weitra
- Brauereimuseum im Brunner Heimathaus[11]
- Willi‘s Biermuseum, Guttaring

## Schweiz
- Cardinal Biermuseum, Fribourg

## Belgien
- Bruges Beer Experience, Brügge
- Musée des Brasseurs Belges / Museum van de Belgische Brouwers, Brüssel
- Belgian Beer World, Brüssel
- Brasserie Cantillon / Musée Bruxellois de la Gueuze, Brüssel
- Brasserie Beerstorming, Saint Gilles
- Musée De La Bière Schaerbeekois, Schaerbeek
- Maison Leffe, Dinant
- Abdijbiermuseum, Grimbergen
- Biermuseum Rodt, St. Vith
- Musée de la Biere et du Péket, Anthisnes
- Malle Post - Bar et Musée de la Brasserie, Comines-Warneton
- Dubuisson Beerstorium - musée interactif, Leuze-en-Hainaut
- Musée des Bières Belges / Museum van de Belgische bieren, Lustin (Profondeville)

## Frankreich
- Französisches Brauereimuseum, Saint-Nicolas-de-Porte
- Musée Vosgien de la Brasserie, Ville-sur-Illon
- Europäisches Biermuseum, Stenay

## Großbritannien
- The National Brewery Centre, Burton-upon-Trent
- Hook Norton Brewery, Hook Norton
- Greene King Brewery Museum, Bury St Edmunds

## Irland
- Guinness Storehouse, Dublin

## Japan
- Biermuseum Sapporo

## Luxemburg
- Musée d’Histoire de la Brasserie de Diekirch

## Niederlande
- Niederländisches Biermuseum Alkmaar
- Bierreclame Museum, Breda
- Museumbrouwerij De Roos, Hilvarenbeek

## Polen
- Museum der Fürstlichen Brauerei Tichau in Tychy
- Lubuskie Muzeum Browarnictwa in Witnica[12]
- Brauereimuseum Żywiec in Żywiec

## Russland
- Museum der Brauerei Ochakovo, Moskau (Ortsteil Otschakowo-Matwejewskoje)
- Museum für die Brauereigeschichte Südrusslands (Музей истории пивоварения Юга России), Rostow am Don
- Museum der Geschichte des Bierbrauens (Музей истории пивоварения) in der ehemaligen Brauerei „Stepan Rasin“ (benannt nach Stepan Rasin), Sankt Petersburg

## Tschechien
- Nationales Brauereimuseum, Kostelec nad Černými lesy
- Brauereimuseum Chodová Planá
- Brauereimuseum in Oselce
- Brauereimuseum Plzensky Prazdroj in Pilsen
- Hopfenmuseum, Hopfen- und Biertempel und Muzeum Homolupulů in Žatec

## Dänemark
- Home of Carlsberg, Kopenhagen
- Kongens Bryghus, Kopenhagen
- Fjerritslev Bryggerimuseum Egnsmuseum, Fjerritslev

## Schweden
- Spritmuseum, Stockholm
- Sigtuna Brygghus, Sigtuna
- Göteborgs Bryggerimuseum, Västra Frölunda
- Gotlands Bryggeri, Visby
- Kvarteret Bryggeriet, Nora
- Gamla bryggeriet, Kolsva
- Arboga Bryggerimuseum, Arboga

## Ukraine
- Biermuseum (Lwiw)